# Phlandrous Fleming
Phlandrous Fleming jr. (Athens, 5 dicembre 1998) è un cestista statunitense.